# Portocamba
Portocamba (llamada oficialmente San Miguel de Portocamba) es una parroquia y un lugar español del municipio de Castrelo del Valle, en la provincia de Orense, Galicia.

## Organización territorial
La parroquia está formada por una entidad de población:
- Portocamba

## Demografía
Gráfica demográfica del lugar y parroquia de Portocamba según el INE español:
| Gráfica de evolución demográfica de Portocamba entre 2000 y 2022 |
|                                                                  |
| Datos según el nomenclátor publicado por el INE.                 |